# Antigenpresenterande cell

Antigenpresentationen stimulerar T-celler att diferentiera till att bli antingen T-hjälparceller eller mördar-T-celler.

Antigenpresenterande cell (APC), cell som presenterar ett antigen för en annan cell. Detta leder till en aktivering av den andra cellen. Exempel på antigenpresenterande celler är B-lymfocyter, makrofager och dendritceller.
Presentationen av antigen sker på MHC-molekyler i cellens yttermembran, molekyler som hos människan kallas för HLA-antigen. Den antigenpresenterande cellen kan visa upp antigen som den har fagocyterat för T-lymfocyter vilka därmed aktiveras och kan starta ett riktat immunsvar. På så sätt är antigenpresentation avgörande för att starta det adaptiva immunförsvaret vid infektion.
Särskilt dendritcellerna betraktas som en länk mellan det adaptiva och det ospecifika immunförsvaret i och med denna förmåga att såväl fagocytera främmande mikrober och ämnen som att presentera deras antigen.
En antigenpresenterande cell kan även visa upp antigen som produceras i cellens cytoplasma av till exempel ett infekterande virus. Detta är dock ingen unik egenskap för antigenpresenterande celler utan de delar den med de flesta somatiska celler.